# Savang Vatthana

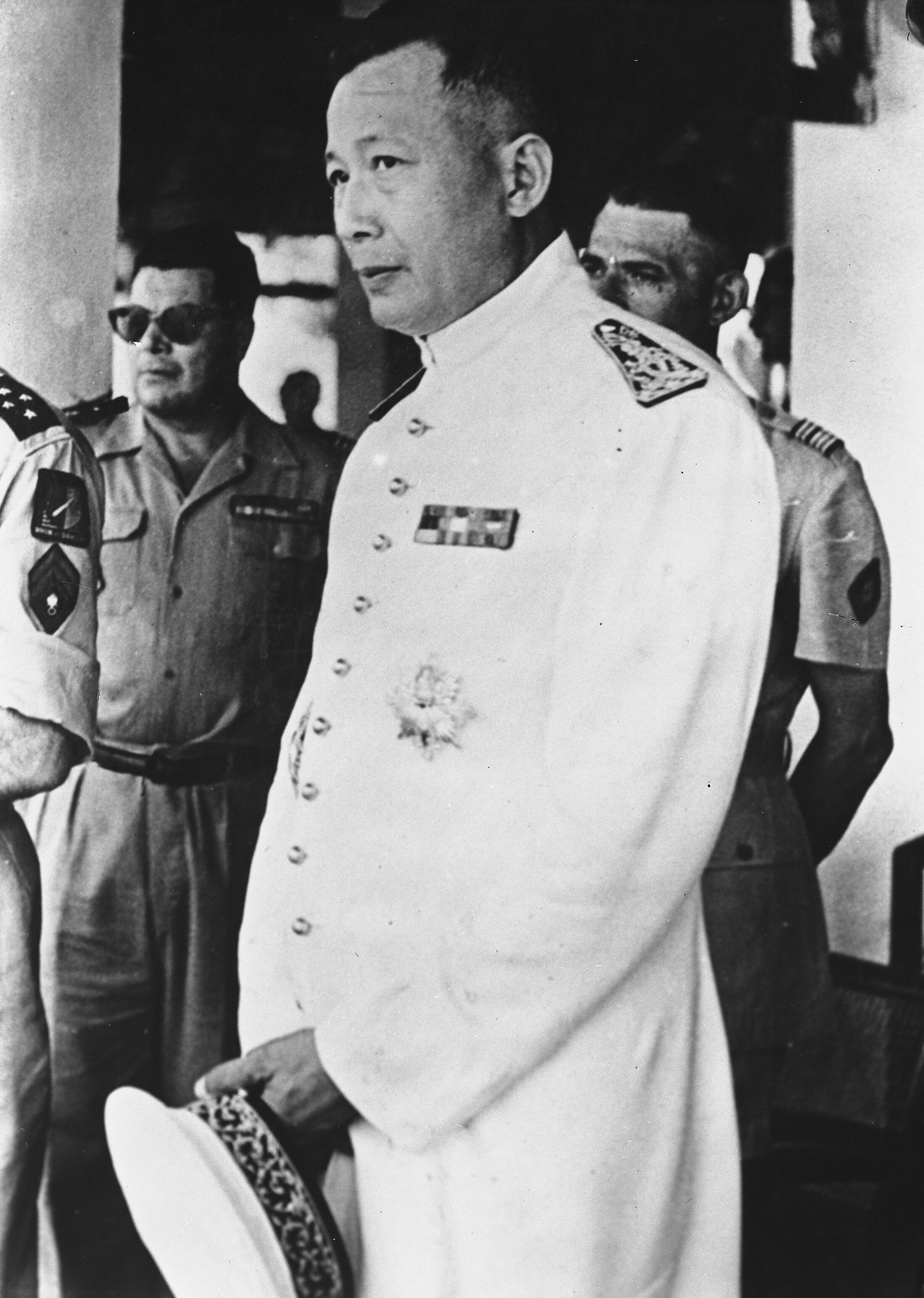
König Savang Vatthana kurz nach seiner Thronbesteigung 1959

Setha Khatya Sourya Vongsa Phra Maha Sri Savang Vatthana (laotisch ພຣະບາທສົມເດັຈພຣະເຈົ້າມະຫາຊີວິຕສີສວ່າງວັດທະນາ; * 13. November 1907 in Luang Prabang; † wahrscheinlich März 1980) war von 1959 bis 1975 der letzte König des Königreichs von Laos.

## Leben als Prinz
Savang Vatthana war das zweite von fünf Kindern des Königs Sisavang Vong von Luang Phrabang und der Königin Kham-Oun I. Das nordlaotische Königreich Luang Prabang stand seit 1893 – wie das südliche Königreich Champasak und das in der Mitte gelegene Vientiane unter französischem Protektorat und gehörte damit zu Französisch-Indochina. Die Franzosen hatten Sisavang Vong 1905 als König eingesetzt. Er war den Monarchen der übrigen laotischen Gebiete übergeordnet. Neben dem König gab es in Luang Prabang (wie in anderen südostasiatischen Reichen) noch einen Uparaja („Zweiter König“ oder „Vizekönig“) mit eigener Erbfolge und eigenem Hofstaat.
Im Alter von 10 Jahren wurde Prinz Savang Vatthana zur Ausbildung nach Frankreich geschickt. Dort besuchte er ein Lycée in Montpellier. Anschließend studierte er an der École libre des sciences politiques in Paris, an der seinerzeit auch die französischen Diplomaten ausgebildet wurden. Bei seiner Rückkehr nach Laos konnte er kein Laotisch mehr und musste die eigene Landessprache mit Hilfe eines Hofgelehrten mühsam wieder erlernen.
Am 7. August 1930 heiratete Savang Vatthana die spätere Königin Khamphoui und sie hatten sechs Kinder: Kronprinz Vong Savang, Prinz Sisavang Savang, Prinz Savang, Prinz Sauryavong Savang, Prinzessin Savivanh Savang und Prinzessin Thala Savang. Savang Vatthana nahm schon zu Zeiten der Regentschaft seines Vaters regen Anteil an den Staatsgeschäften. Von 1932 bis 1941 war er in Luang Prabang Generalsekretär des königlichen Hofes. 1936 wurde er zum Ritter der französischen Ehrenlegion ernannt.

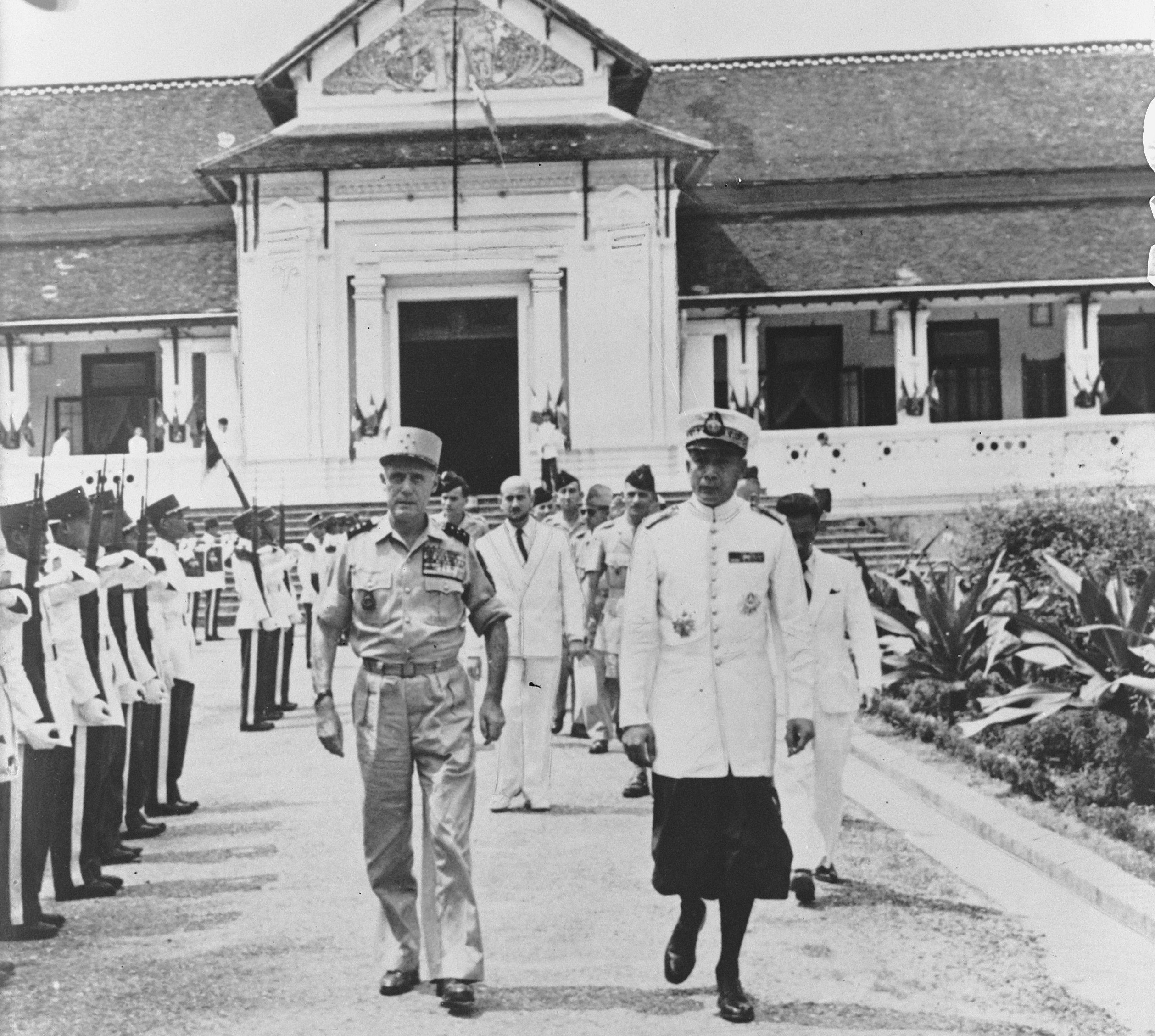
Prinz Savang Vatthana (rechts) mit dem französischen General Raoul Salan (1953)

Wegen seiner bekanntermaßen pro-französischen Haltung wurde Savang Vatthana während der japanischen Besatzung Indochinas in Saigon interniert, während sein Vater die „Unabhängigkeit“ von Laos als japanischer Marionettenstaat ausrufen musste. Nachdem das Land zum Ende des Zweiten Weltkriegs im August 1945 sowohl von der französischen Kolonial- als auch von der japanischen Besatzungsmacht befreit war, musste König Sisavang Vong auf Drängen der nationalen Unabhängigkeitsbewegung Lao Issara abdanken. Prinz Savang Vatthana nahm Kontakt zu den Franzosen auf und unterstützte aktiv die Rückkehr französischer Kolonialtruppen und die Wiedererrichtung des Protektorats 1946. Sein Vater wurde von den Franzosen erneut als König eingesetzt. Prinz Savang Vatthana wurde im selben Jahr Chef der königlichen Regierung seines Vaters. In diese Zeit fiel der Indochinakrieg (1946–1954), in dem auch in Laos die Lao Issara gegen die Kolonialmacht kämpften. 
Am 19. Juli 1949 unterzeichnete Savang Vatthana den französisch-laotischen Vertrag, durch den Laos in die Unabhängigkeit entlassen wurde. Es blieb allerdings als Teil der von Frankreich dominierten Union française, wodurch die vormalige Kolonialmacht besondere Rechte im Land behielt. Die Lao Issara spalteten sich daraufhin: Der radikale, pro-kommunistische Flügel – Pathet Lao – kämpfte weiter gegen Franzosen und königlich-laotische Regierung. An der Spitze dieser Bewegung stand Prinz Souphanouvong, der Sohn des ehemaligen Vizekönigs (Uparaja) – mit Savang Vatthana nur entfernt verwandt. 
Im Oktober und November 1951 war Prinz Savang Vatthana kurzzeitig Ministerpräsident des Königreichs Laos. In dieser Position folgte ihm Prinz Souvanna Phouma (ebenfalls ein Sohn des ehemaligen Vizekönigs) nach, der Laos in Zeiten des Kalten Kriegs zwischen den beiden weltpolitischen Blöcken neutral halten wollte. Frankreich verlor 1954 den Indochinakrieg und damit sein gesamtes Kolonialreich Indochina. Laos erhielt hierdurch im selben Jahr die vollständige Souveränität. Ab Mitte der 1950er-Jahre übernahm Savang Vatthana sukzessive die repräsentativen Funktionen seines kranken Vaters. Im August 1959 wurde er zum Regenten ernannt.

## Regierungszeit als König
Am 29. Oktober 1959 starb König Sisavang Vong, und Savang Vatthana bestieg am 1. November den Thron. Er wurde jedoch nie zeremoniell gekrönt. Bis zu seinem Sturz 1975 wohnte er mit seiner Familie im Königspalast Ho Kham in Luang Prabang, fern von der politischen Hauptstadt Vientiane und nahm auch wenig aktiven Einfluss auf das politische Geschehen.
Seine gesamte Regierungszeit war vom Laotischen Bürgerkrieg geprägt, der bereits in den Jahren zuvor geschwelt hatte und im Juli 1959 wirklich ausgebrochen war. Es standen sich drei verfeindete Gruppen gegenüber: Die pro-kommunistische Pathet Lao mit dem prominentesten Vertreter Prinz Souphanouvong (linker Widerstand), die Neutralisten von Prinz Souvanna Phouma und eine rechtsgerichtete Bewegung des Fürsten Boun Oum von Champasak. Dieser rechte Flügel tendierte zu Thailand und später zu den USA. Auch König Savang Vatthana war entschieden antikommunistisch und pro-amerikanisch. Dennoch befürwortete er den Genfer Vertrag von 1962, der die Neutralität von Laos festschrieb, und sprach der anschließend amtierenden Koalitionsregierung unter dem neutralistischen Prinzen Souvanna Phouma seine Unterstützung aus. Die beiden rechten Putschversuche 1964 und 1965 wies er zurück.

## Verschwinden nach der Revolution 1975
Nach dem Ende des Bürgerkriegs 1973 übernahmen die kommunistisch geprägten Kräfte der Pathet Lao und der aus ihr hervorgegangenen Laotischen Revolutionären Volkspartei (LRVP) nach einer unblutigen Revolution die Macht und riefen am 2. Dezember 1975 die Demokratische Volksrepublik Laos aus. 
Kronprinz Vong Savang verlas vor dem Nationalkongress der Volksvertreter in der laotischen Hauptstadt Vientiane 1975 die Abdankung seines Vaters. Die offizielle Version besagt, dass der König seinen Palast dem laotischen Volk schenkte. Es hieß damals: „König Savang Vatthana dankt aus eigenem Willen wegen Veränderung der laotischen Politik ab.“ Die 622 Jahre alte Monarchie wurde abgeschafft. Prinz Souphanouvong wurde erster Präsident der Volksrepublik. Er ernannte Savang Vatthana zu seinem „obersten Berater“, eine bedeutungslose Position, die er nie ausfüllte.
In den ersten Jahren der kommunistischen Herrschaft mussten Zehntausende Laoten zur Herausbildung des „neuen Menschen“ in Umerziehungslager. Viele mussten 13 Jahre mit Feldarbeit und Politschulungen zubringen, andere kehrten überhaupt nicht mehr zurück. Anfangs von den neuen Machthabern noch geduldet, wurde König Savang Vatthana im März 1977 mitsamt Königin und Kronprinz Vong Savang verhaftet, nachdem im Norden des Landes Widerstandsaktivitäten aufgeflammt waren. Sie verschwanden in einem der berüchtigten Umerziehungslager im Norden, bei Vieng Xai. Dort starb er aufgrund der schlechten Lebensbedingungen, an Malaria oder weil ihn der Lebensmut verließ, wahrscheinlich im März 1980. Das deutsche Nachrichtenmagazin Der Spiegel vermeldete hingegen, er sei Anfang Januar 1981 in Vientiane gestorben.
Die einstige Residenz des Königs, der Ho Kham in Luang Prabang, ist heute Nationalmuseum. Das ehemalige Empfangszimmer der Königin ist mit Bildern von König Savang Vatthana, der Königin sowie des Kronprinzen Vong Savang ausgeschmückt. Es kann besichtigt werden.